# سقوط أربيل (1236)
سُقُوط أرْبِيل (1236)، هو حدث تمثَّل بسًُقوط مدينة أربيل أمام جحافل المغول في سنة 634هـ / 1236م، إذ تعرَّضت عموم المدينة للنَّهب والقتل والفظائع، غير أن قلعتها ومن تحصَّن بها، صمدوا أمام محاولات المغول للاستيلاء عليها.

## الخلفية

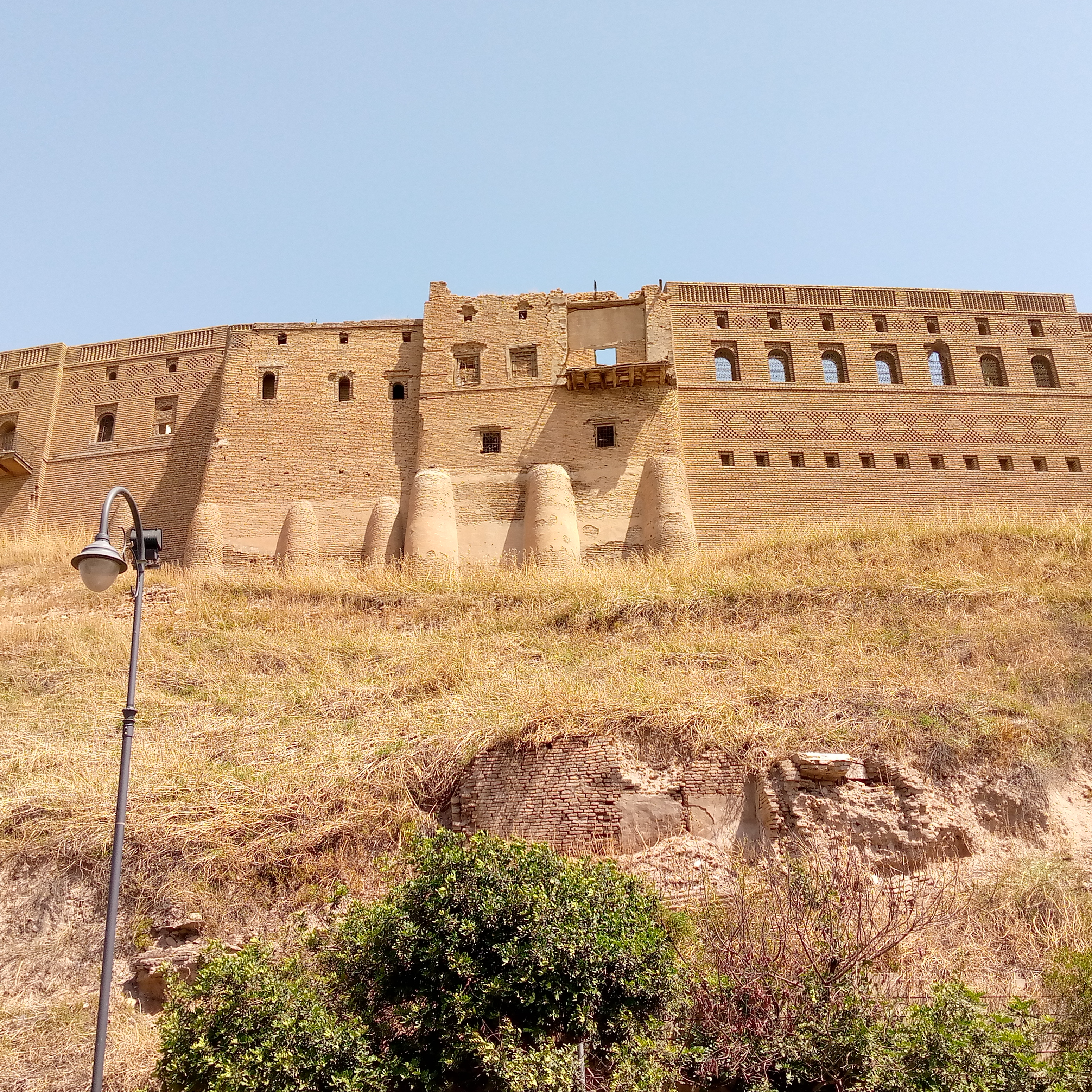
صورة لقلعة أربيل.

بعد وصول حدود إمبراطورية المغول إلى أذربيجان ونواحيها سنة 629هـ / 1231م، تقدَّمت قُوات المغول نحو شهرزور، وكانت بلدة كبيرة تتبع أربيل، فاستنجد صاحب أربيل بالخليفة العبَّاسي منصور المستنصر بالله، فأخرج الخليفة الأموال وجهَّز العساكر بقيادة جمال الدين قشتمر الناصري، فانضموا لجنود صاحب أربيل لمساعدته، وسار الجميع نحو قرية موغان، فلم يتمكنوا من البقاء فيها، وعانت قُوات الخليفة من عدم توفُّر الماء العذب، فمات خلقٌ كثيرٌ منهم، وتفرَّق الجنود عن قائد قُوات الخليفة، وحين لم يتقدم المغول لمحاربتهم، عادت القُوات إلى بغداد.
توفي صاحب أربيل سنة 630هـ / 1232م، لتستولي الخلافة العبَّاسية على إمارته. في سنة 632هـ / 1234م، جاء المغول إلى أربيل، والتقى الطرفين ببعضهما، فاقتتلا حتى تركها المغول. كرَّر المغول هجومهم على أربيل سنة 633هـ / 1235، فقتل جماعة من الفريقين، ثم تركها المغول وعادوا إلى أعمال الموصل يسبون ويقتلون. أمر الخليفة المستنصر بالله بتجهيز العساكر، وأطلق النداء لاستنفار الأعراب من البوادي، والرجّالة من الأعمال، وعيَّن عليهم قائده جمال الدين قشتمر، فتوجَّه الجيش العبَّاسي خلف المغول، غير أنهم قفلوا عائدين إلى بغداد لانسحاب المغول إلى مناطقهم التي سيطروا عليها في الجبال.

## سقوط أربيل
بعد فشل حملاتهم السَّابقة على أربيل، قرَّر المغول التوجُّه أخيرًا لغزوها وفتحها بثلاثين ألف فارسًا، يقودهم تجتكاي، فنزلوا أربيل سنة 634هـ / 1236م، وأميرها آنذاك مملوك الخليفة، باتكين الرومي، فتمكنوا من دخولها، وعملوا السَّيف على أهلها، فاستباحوا المدينة، وقتلوا من فيها، وسبوا النساء، وأخذوا الأموال، حتى أنتنت المدينة من كثرة الجيف وجثث الموتى، ولاذ من استطاع الفرار من أهل المدينة إلى قلعة أربيل، ليحاصرها المغول. بعد أن ذاق أهل المدينة ويلات الحصار، وبلغ فيهم العطش مبلغه، طلب حاكم أربيل مصالحة المغول عن المُسلمين بمال يؤديه إليهم، فأظهروا الإجابة، وأخذوا المال منه، ثم غدروا به وقتلوه، ونصَّبوا مجانيق كثيرة لقصف القلعة في خطوة لتدمير دفاعاتها، غير أنها صمدت أمامهم. في هذه الأثناء، وعلى وقع الأخبار الأليمة لما جرى لأهل أربيل، أرسل الخليفة منصور المستنصر بالله جيشه بقيادة شرف الدين إقبال الشرابي، فسار الأخير إلى تكريت، وحين علم المغول بقدوم جيش الخليفة، قرروا ترك حصار قلعة أربيل، حتى أنهم تركوا حمل الأموال والغنائم التي سلبوها من العوام، ليتمركزوا في تبريز، ويعود الجيش العبَّاسي إلى بغداد. لم تنتهي المعارك بين المغول والعبَّاسيين، فقد استمروا في محاولاتهم في غزو مُدُن العراق ونهبها وقتل أهلها، حتى تمكنوا أخيرًا من غزو بغداد سنة 656هـ / 1258م، لتقع كامل العراق المُعاصر تحت سيطرة المغول، وتُزال الخلافة العبَّاسية.

### فهرس المنشورات
1. 1 2  خصباك (1968)، ص. 9.
2. ↑  خصباك (1968)، ص. 9-10.

### معلومات المنشورات كاملة
الكتب مرتبة حسب تاريخ النشر
- جعفر حسين خصباك (1968)، العراق في عهد المغول الأيلخانين، 656-763هـ - 1258-1335م (الفتح.الأدارة.الأحوال الأقتصادية.الأحوال الأجتماعية)، بغداد: جامعة بغداد، مطبعة العاني، OCLC:4770070353، QID:Q126680995